# Feudalabgabe
Als Feudalabgaben bezeichnet man die Abgaben, die Bauern an die Eigentümer des von ihnen bewirtschafteten Bodens zahlen. Anders als Gesellschaften mit einer bürgerlichen Eigentumsordnung, bei welcher zwischen Eigentümer und Nutzer landwirtschaftlicher Nutzflächen gleichrangige Pachtverhältnisse bestehen, geht in feudalen Gesellschaften mit dem Eigentum am Boden auch ein Herrschaftsrecht einher (Grundherrschaft). Zu den Feudalabgaben gehören also nicht nur proportionale Anteile am Ertrag, sondern auch fixierte Anerkennungsabgaben, auch als Rente bezeichnet, mit denen der Benutzer des Bodens die Herrschaftsrechte des Eigentümers anerkennt. Während also Steuern alleine auf politischer Macht und Pachtzinsen alleine auf dem Eigentum beruhen, basieren Feudalabgaben sowohl auf Eigentum als auch auf politischer Macht.